# 시사매거진 2580의 에피소드 목록 (1994년)
아래는 MBC TV의 매주 3개의 아이템을 제작하여 탐사보도 프로그램으로 방송했던 《시사매거진 2580》의 1994년 에피소드 목록을  나열한다.

## 에피소드 목록
| 회차 | 방송일   | 제목 또는 내용                                                                      | 기자 | 비고 |
| ---- | -------- | ----------------------------------------------------------------------------------- | ---- | ---- |
| 1    | 2월 27일 | 1.매춘 관광의 현장 고발 2.외국 교과서의 한국 왜곡 3.화장품 다단계 판매의 폐해       |      |      |
| 2    | 3월 6일  | 1.전화도청 실태 2.복권 판매소의 하루 3.직장여성의 자연유산율 실태                   |      |      |
| 3    | 3월 13일 | 1.전문 금고털이 2.버려진 아이들 3.맥주전쟁                                          |      |      |
| 4    | 3월 20일 | 1.꽁지와 맞배기, 경마장의 암적 조직 2.소년소녀 가장들의 삶 3.교통사고 처리문제 진단 |      |      |
| 5    | 3월 27일 | 1.북한 벌목공 탈출 2.장난전화 3.매 맞는 아내                                        |      |      |
| 6    | 4월 3일  | 1.연쇄 교통사고 의문점 추적 2.이색 전쟁놀이의 현장 3.제주 4.3 사건                  |      |      |
| 7    | 4월 10일 | 1.결핵 2.러브호텔의 난립 3.자원봉사자의 삶                                          |      |      |
| 8    | 4월 17일 | 1.신문 자원낭비 현장 2.대학가에 파고드는 신용카드 3.평범한 의사의 인술              |      |      |
| 9    | 4월 24일 | 1.고엽제 후유증의 代물림 2.재범 늪에 빠진 비행청소년 3.꽃개-바다에서 식탁까지       |      |      |
| 10   | 5월 1일  | 1.청소년 약물복용 2.외제소비 실태 3.안전성 허술한 자동차                            |      |      |
| 11   | 5월 22일 | 1.안경-왜곡된 유통구조 2.만화시장의 현주소 3.주식 일임매매의 실상                   |      |      |
| 12   | 5월 29일 | 1.주한미군 범죄 2.학교 안전사고 3.여군 사관후보생 생활                              |      |      |
| 13   | 6월 5일  | 1.탈선LA유학생들의 낮과 밤 2.온천 개발붐의 현실 3.가슴 앓는 女商 학생들             |      |      |
| 14   | 6월 12일 | 1.상무대 國調 전말 2.컴퓨터그래픽의 마술 3.법정 전염병 환자                         |      |      |
| 15   | 6월 19일 | 1.가요시장 공략하는 직배사 2.중소기업인 울리는 어음제도 3.주민반발에 부딪힌 소각장  |      |      |
| 16   | 6월 26일 | 1.의료사고 책임공방 2.진흙 미용의 허실 3.세계 김치시장 日손에                       |      |      |
| 17   | 7월 3일  | 1.컴퓨터 음란영상물 유통실태 2.민주지산에 닥친 위기 3.갤로퍼 로열티 공방            |      |      |
| 18   | 7월 17일 | 1.물고기 씨 말리는 도입 어종 2.마음문 닫아버린 자폐아 3.자가용 즐비-생활보호 대상자 |      |      |
| 19   | 7월 24일 | 1.홍도의 두얼굴 2.철도기관사의 24時 3.관급공사와 "떡값"                             |      |      |
| 20   | 7월 31일 | 1.난치병 「루프스」 실태 2.천태만상 「개 신세」 3.보육방치 「탁아소 부족」          |      |      |